# Paolo Fabrizio Iacuzzi
Paolo Fabrizio Iacuzzi (Pistoia, 10 marzo 1961) è un poeta, critico letterario e curatore editoriale italiano.

## Biografia
Il suo esordio come poeta coincide con la pubblicazione di alcuni suoi versi sulla rivista L'altro versante nel 1980 e per lungo tempo continuerà a essere presente su riviste e antologie in Italia e all'estero, tra cui Poeti a Pistoia negli anni Ottanta (Vallecchi, 1989); Di amante buio (NCE, 1993); Nostos (Polistampa, 1997); Poeti nel tempo del Giubileo (Paideia, 2000); Parole di passo (Aragno, 2003).
Negli stessi anni frequenta l'università a Firenze dove diventa allievo di Piero Bigongiari sulla cui produzione giovanile scriverà la tesi di laurea mentre dal 1994 diventerà curatore dell'intera sua opera e dal 2006 referente scientifico del Fondo Bigongiari della Biblioteca San Giorgio di Pistoia. Tra le pubblicazioni sull'opera di Bigongiari che hanno la sua curatela ci sono Tutte le poesie 1933 - 1964 (Le Lettere, 1994); Il sole della sera (Passigli Editori, 1994); La poesia pensa (Leo S. Olschki, 1999); Voci in un labirinto (Mauro Pagliai Editore, 2000); Il silenzio del poema (Marietti, 2003); Agosto al forte. Poesie inedite e disperse 1978 - 1991 (Gli Ori Edizioni, 2014).
Contemporaneamente si occupa di critica letteraria avvicinandosi alla rivista Semicerchio, collaborando con la casa editrice Via del Vento sin dalla sua fondazione nel 1991 e con la rivista I Quaderni del Battello Ebbro di Porretta Terme.
Nel 1992 si trasferisce a Firenze dove comincia a svolgere l'attività di redattore per vari editori tra cui Ponte alle Grazie (La Grande Storia di Firenze), Le Monnier (Il Grande Dizionario Devoto Oli, 1995) per poi approdare alla casa editrice Giunti dove, oltre a essersi occupato per anni di cultura scolastica per la sezione Giunti Scuola, lavora come editor nella redazione letteraria, varia e saggistica e cura le collane dei classici della letteratura.
Nel 1996 pubblica la sua prima raccolta poetica intitolata Magnificat (I Quaderni Del Battello Ebbro, Porretta Terme), cui seguiranno per i tipi della Nino Aragno Editore di Torino: Jacquerie (2000), Patricidio (2005) e Rosso degli affetti (2009) e nel 2016 Pietra della pazzia (Giorgio Tesi Editrice).
Alla produzione poetica affianca la scrittura di saggi e la curatela di raccolte antologiche tra cui Il tempo del Ceppo (Giunti, 1997, ISBN 88-7767-214-5); con Alba Donati, il Dizionario della libertà (Passigli, 2002, ISBN 88-368-0772-0); La rosa dei Barbèra (Giunti, 2012). Ha inoltre tradotto LeRoi Jones nell'antologia Kerouak and Co. (Millelire - Stampa Alternativa, 1995) e Lunch Poems di Frank O'Hara (Mondadori, 1998, ISBN 978-88-04-45360-4).
Nel 2006 è nominato direttore artistico del Premio Ceppo Pistoia e ne definisce la struttura attuale istituendo nuove classi di concorso e aprendo il premio alla poesia internazionale. Nello stesso periodo istituisce le "Piero Bigongiari Lectures", conferenze internazionali per valorizzare la figura del poeta in Italia e all'estero.

## Antologia della critica
«[...] una voce poetica tra le più significative nella generazione dei trentenni. Allievo di Bigongiari, di cui ha curato per le edizioni Le Lettere l'opera poetica, Iacuzzi ne ha ereditato la lingua del moto, quella parola agonica che tocca l'estremo limite della nominazione, che tenta il confine dell'indicibile e del silenzio. La conflittualità interna al linguaggio si esprime soprattutto nella tensione che mette in giuoco un nucleo tragico, un fuoco che brucia la parola e di nuovo la fa vivere sotto la cenere, lungo un sentiero di metamorfosi dove si incontrano il vissuto e il mito, l'eternità e la memoria»
(Roberto Carifi)
«[...] l'apparente impenetrabilità, inafferrabilità, labilità di parole (perciò appunto lingua poetica) che, moltiplicando lo spessore dei possibili significati e dall'uno all'altro slittando, regredivano a una loro cosalità primigenia, a una carnalità creaturale. Ben che si possano rintracciare problematiche parentele nell'immediata contemporaneità (dalla Rosselli a Viviani a De Angelis) il libro di Iacuzzi è probabile indizio che una stagione nuova è iniziata o è per iniziare nella nostra poesia»
(Giovanni Giudici)
«Il poeta, Paolo Fabrizio Iacuzzi, giovane ma già salutato da consensi importanti, ha scritto con Jacquerie un libro davvero importante, impensabile, difficile, che richiede attenzione come se fosse un romanzo di Zola»
(Alba Donati)
«[...] è proprio la ricerca del senso di un destino di sofferenza personale e universale a dare la tonalità più forte a questa voce poetica»
(Bianca Garavelli)
«Esiste ormai, all'interno di una generazione di quarantenni in poesia, una precisa linea o attitudine, in via di ampliamento sintomatico, a costituirsi all'interno di un'intenzione epocale a costruire narrazioni centrate sull'identità familiare; Iacuzzi affronta questa condizione con un'energia simbolica appunto particolarmente cruda, violenta, espressionistica. [...] questa poesia risponde seriamente al compito di restituire il volto scomodo, rimosso e violato della temporalità affettiva. [...] l'autore dà voce a qualcuno che non è l'io e riesce a dare vita a una sorta di epica umanitaria densa di contraddizioni, di paradossi di crudeltà; al fondo di questo percorso l'io, mai chiamato in causa direttamente, può tornare a riproporsi come in un percorso analitico, in un affresco lacaniano il cui centro d'indagine porti al famoso "nome del padre"»
(Giorgio Luzzi)
«[...] questo poeta che era giunto a maturità già con Jacquerie (2000) e con Patricidio (2006), ma che ora supera sé stesso consegnandoci una raccolta destinata a fare epoca fra gli esploratori delle grotte e dei fondali della poesia contemporanea.»
(Cesare Cavalleri)
«[...] è appagante l'emotività autobiografica degli "agguati poetici" di Iacuzzi, la polifonia ironica e dolorosa.»
(Enzo Golino)
«[...] Paolo Fabrizio Iacuzzi si conferma ad alto livello con Rosso degli affetti, un libro davvero originale, nella stratificazione delle sue parti, anche per la sua capacità di mettere in emblema poetico (al livello macrotestuale) l'originario Big Bang della sensibilità umana, quando tutto partecipa dello stesso moto d'espansione e di concentrazione, scindendosi poi tra i due estremi della cultura alta e del televisivo.»
(Alberto Bertoni)
«Ciò che Iacuzzi scrive è dramma, male percepito, storia individuale e familiare che trascende la dimensione personale e si reifica nel doppio, con una straordinaria capacità transitiva, una forma di contagio che snida forme corrosive di pietas verso il vivente, in un'intensità a tratti violenta, espressionisticamente franta, incommensurabilmente umana. [...] è un cantico di epoche trasversali, memoria dell'irrecuperabile, dove gli individui recidono il loro filo di alterità per fondersi in un io-comune, il poeta, che li abbraccia tutti, quasi in funzione figurale.»
(Ivan Fedeli)

## Opere
- Magnificat, I Quaderni del Battello Ebbro, 1996
- Jacquerie, Nino Aragno Editore, 2000 ISBN 88-8419-035-5
- Patricidio, Nino Aragno Editore, 2005 ISBN 88-8419-201-3
- Rosso degli affetti, Nino Aragno Editore, 2009 ISBN 978-88-8419-375-9
- Pietra della pazzia, Giorgio Tesi Editrice, 2016